# Schistura nicholsi
Schistura nicholsi és una espècie de peix de la família dels balitòrids i de l'ordre dels cipriniformes.

## Morfologia
Els mascles poden assolir els 7,4 cm de longitud total.

## Distribució geogràfica
Es troba al riu Mekong: Laos i Tailàndia.